# Walther Borsche
Walther Georg Rudolf Borsche (n. 31 mai 1877, Leopoldshall⁠(d), Regatul Prusiei, Imperiul German – d. 17 martie 1950, Frankfurt am Main, RFG) a fost un chimist german.

## Viața
Tatăl lui Walther Borsche a fost Georg Borsche (1844-1926), chimist și director general al fabricilor chimice unite din Leopoldshall. După absolvirea liceului regal „Victoria” din Potsdam, Borsche a studiat la universitățile din Jena, Heidelberg și Göttingen, unde și-a primit doctoratul summa cum laude în vara anului 1898.
După ce a lucrat pentru scurt timp cu Adolf von Baeyer în München, Walther Borsche s-a întors și a rămas la universitatea din Göttingen între 1899-1926, în departamentul de chimie organică, sub conducerea lui Otto Wallach. În 1903 și-a primit abilitarea, în 1909 i s-a acordat titlul de profesor universitar și în 1912 i s-a oferit o poziție în catedra de chimie tehnică, unde s-a preocupat în special cu chimia și tehnologia coloranților organici.
În 1908 a descoperit Ciclizarea Borsche–Drechsel, care îi poartă și numele.
În 1926, Walter Borsche a fost numit profesor universitar la Universitatea din Frankfurt. Din 1935 până în 1941 a fost director al Institutului de chimie organică din cadrul aceleiași universități. Și-a pus accentul științific mai ales spre elucidarea constituției acidului meta- și izopurpuric, a sistemelor polinucleare condensate cu inele heterociclice și a sintezei yangoninei (o kavalactonă), acidului metistinic și a acidului kavaic. Ciclizarea Borsche-Drechsel poartă numele său și al lui Edmund Drechsel.
Pe 27 septembrie 1922, Walther Borsche a devenit membru (cu numărul 3479) al academiei Leopoldine.

## Lucrări
- „Despre ciclopentanonă”. Disertație inaugurală la universitatea Georg-August din Göttingen, 1898
- „Despre compușii tetra- și hexahidrocarbazol și o nouă sinteză a carbazolului”, cu colaborarea lui A. Witte și W. Bothe. În Justus Liebigs Annalen der Chemie 359 (1-2), 1908, pag. 49-80, doi:10.1002/jlac.19083590103